# Квартет Долежала
Квартет Долежала (чеськ. Doležalovo kvarteto) — чеський струнний квартет, заснований у червні 1972 році альтистом Карлом Долежалом.

## Історія
На початках музиканти квартету навчалися у професорів Любомира Костецького та Антоніна Когута, членів квартету Сметани. У 1975 році музиканти квартету відвідували майстер-класи Рафаеля Гильєра у Веймарі, альтиста з Джульярдського струнного квартету.
У 1975 році квартет здобув звання лавреата і приз як наймолодший учасник на Міжнародному конкурсі Празька весна, 1977 — срібну медаль на Міжнародному конкурсі в Бордо та премію Товариства чеської камерної музики в Чеській філармонії у 1989. Крім того, у 1982 нагороду «Найкращий запис місяця» журналу «Новий музичний журнал» (Німеччина) за запис струнних квартетів Антоніна Дворжака, а за запис творів Леоша Яначека нагороду «Золотий діапазон» (Франція) в 1985 році і «Найкращий запис року» (США) у 1996.

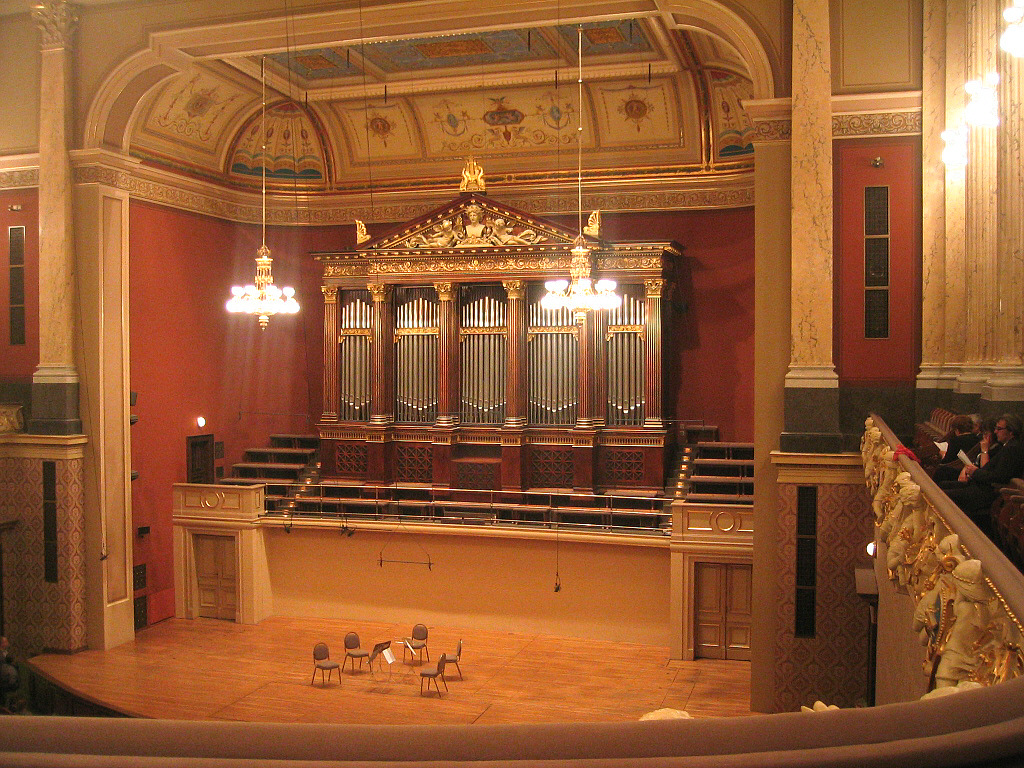
Зал Дворжака
у Празькому Рудольфінумі. 2003

У лютому 2003 року, в залі Дворжака у празькому Рудольфінумі відбувся святковий концерт до 30-річчя квартету Долежала. Тоді завершив роботу квартет і його засновник Карел Долежал, який передав ім'я молодим музикантам нового покоління.

## Оновлений квартет
Перший концерт нового квартету Долежала відбувся в квітні 2005 року. Пізніше квартет почав виступати в Чехії і за кордоном (Німеччина, Франція, Бельгія, Італія, Польща, Угорщина та Україна). Він співпрацює з Чеським радіо та телебаченням.
У 2008 році квартет ввійшов до півфіналу Міжнародного конкурсу камерної музики в Осаці (Японія), виграв 3-ю премію на Міжнародному конкурсі Макса Регера в Зондерсгаузені (Німеччина, 2009) і 2-ге місце на Міжнародному конкурсі Леоша Яначека в Брно (Швейцарія, 2010).

## Квартет Долежала в Україні
21 грудня 2015 року квартет Долежала виступив з концертом у Львівському Будинку органної та камерної музики, під час якого були виконані струнні квартети: «Весняний» Моцарта, «1-й смичковий» Леоша Яначека, «Слов'янський» Дворжака та «Американський» теж Дворжака.
Квартет грав у такому складі: Вацлав Дворжак і Ондржей Пустейовський (скрипка), Мартин Ступка (альт) і Войтех Урбан (віолончель).